# Gautier III de Brienne
Vous lisez un « bon article » labellisé en 2020.
Pour les autres membres de la famille, voir Maison de Brienne.
Pour les articles homonymes, voir Brienne, Gautier de Brienne et Gauthier III.
Gautier III de Brienne, né vers 1166 et mort le 14 juin 1205 à Sarno en Italie, est un comte champenois, fils aîné d'Érard II de Brienne, comte de Brienne, et d'Agnès de Nevers. Il succède à son père lorsque ce dernier meurt durant la troisième croisade, et devient comte de Brienne à la fin du XIIe siècle jusqu'à sa mort au début du XIIIe siècle.
Il soutient son frère Guillaume de Brienne dans son combat contre le Capétien Pierre II de Courtenay, comte de Nevers, d'Auxerre et de Tonnerre, qui spolie ses vassaux et, avec une armée champenoise, fait le siège de Vézelay afin d'obtenir réparation des dommages subis ainsi qu'une réconciliation. Puis, lors du conflit entre Capétiens et Plantagenêt, il combat aux côtés du roi anglais Richard Cœur de Lion contre le roi français Philippe II Auguste, jusqu'à la mort du monarque anglais.
Il décide de prendre la croix pendant le tournoi d'Écry, mais renonce à participer à la quatrième croisade à la suite de son mariage quelques mois plus tard avec Elvire de Lecce, héritière du royaume de Sicile, afin d'aller prendre possession des fiefs de sa femme en Italie.
Les deux époux vont à Rome afin de rencontrer le pape Innocent III qui les investit du comté de Lecce et de la principauté de Tarente. Gautier rentre ensuite en Champagne afin de lever des fonds et une armée avant de retourner en Italie pour conquérir par les armes les terres de son épouse et de rétablir l'autorité du pape dans cette contrée.
Après de nombreuses victoires qui l'ont amené à tenir le sud de l'Italie, il est vaincu par Diépold d'Acerra lors d'une ultime contre-attaque. Blessé et prisonnier, il refuse les conditions qui lui sont proposées et préfère se laisser mourir de ses blessures et recommande son âme à Dieu.
Gautier laisse derrière lui un fils posthume, également prénommé Gautier, qui lui succède à la tête du comté de Brienne.

## Biographie

### Origines
Gautier III de Brienne est né vers 1166, probablement au château de Brienne. Il est le fils aîné d'Érard II de Brienne, comte de Brienne, et d'Agnès de Nevers. Certains historiens ont pensé que sa mère était Agnès de Montfaucon,, fille d'Amédée II de Montfaucon, comte de Montbéliard et seigneur de Montfaucon, et de Béatrice de Grandson-Joinville, mais il s'agit très probablement d'une erreur.

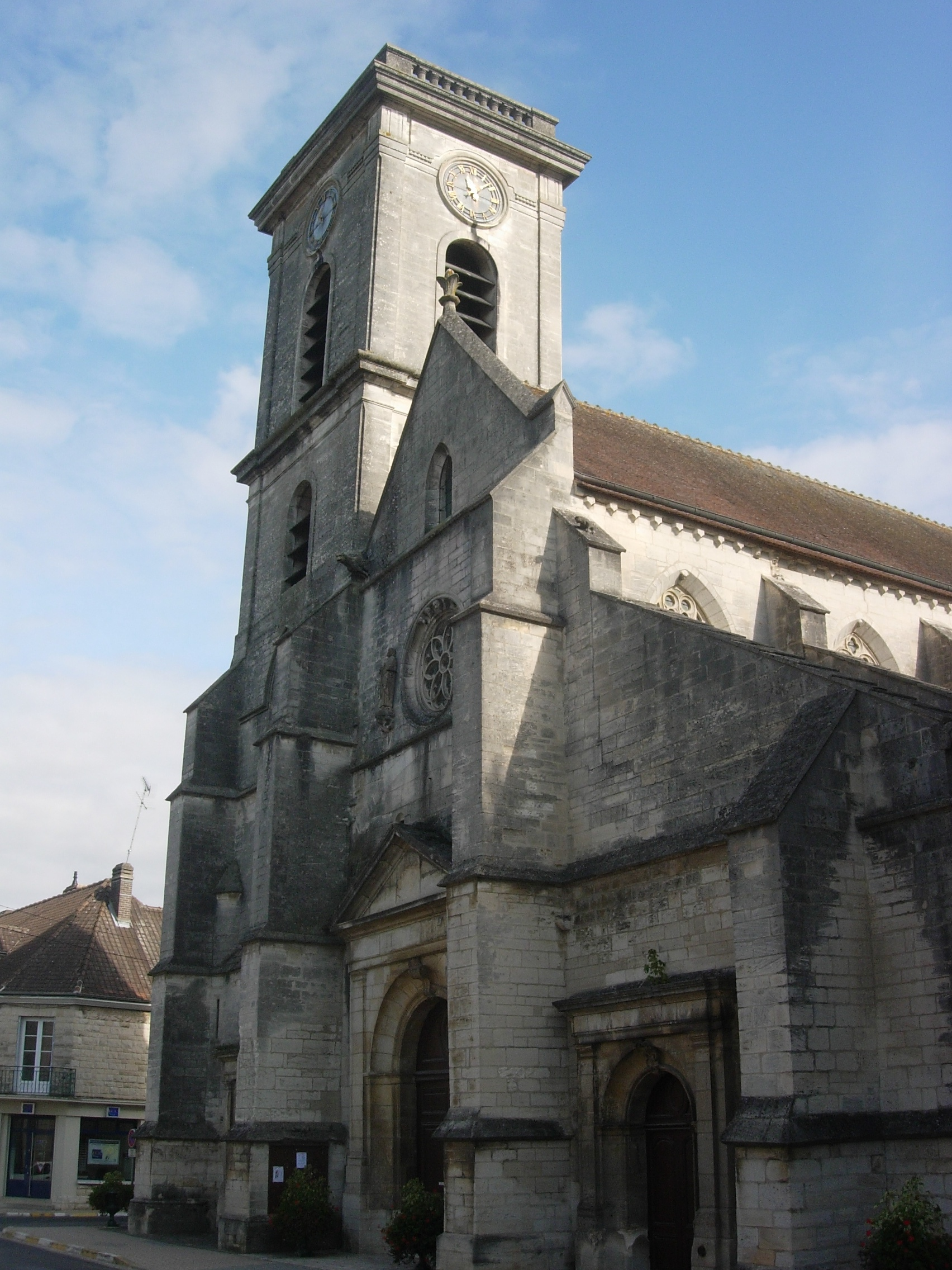
Église Saint-Pierre-et-Saint-Paul de Brienne-le-Château dont les parties les plus anciennes remontent au XIIe siècle.

La maison de Brienne est une des plus anciennes et puissantes familles du comté de Champagne, dont elle est vassale. Par le jeu des alliances matrimoniales, elle est l'alliée des familles de Reynel, de Traînel, de Chacenay, de Vignory, de Joinville...
Gautier apparaît pour la première fois dans une charte de son père en 1177 en compagnie de ses frères puînés Guillaume et André, et dans laquelle son pédagogue prénommé Gilon est cité comme témoin. Son nom figure de nouveau dans une charte paternelle en 1184 avec son frère Guillaume et Gilon.
Selon Prévost, Gautier se serait rendu en Terre Sainte en 1188 avec son frère Jean et tous deux auraient participé à la défense d'Acre, mais cette ville s'est rendue à Saladin sans combattre le 10 juillet 1187 et n'a été reprise par les Croisés que le 12 juillet 1191, ce qui rend impossible cette affirmation.
En 1190 ou 1191, son père meurt lors du siège de Saint-Jean-d'Acre pendant la troisième croisade, et Gautier lui succède à la tête du comté de Brienne dès 1192 où il fait don à son sergent Raoul de l’Étape de la terre et du cens qu'il possède à Radonvilliers.

### Début de carrière

#### Chevauchée en Bourgogne

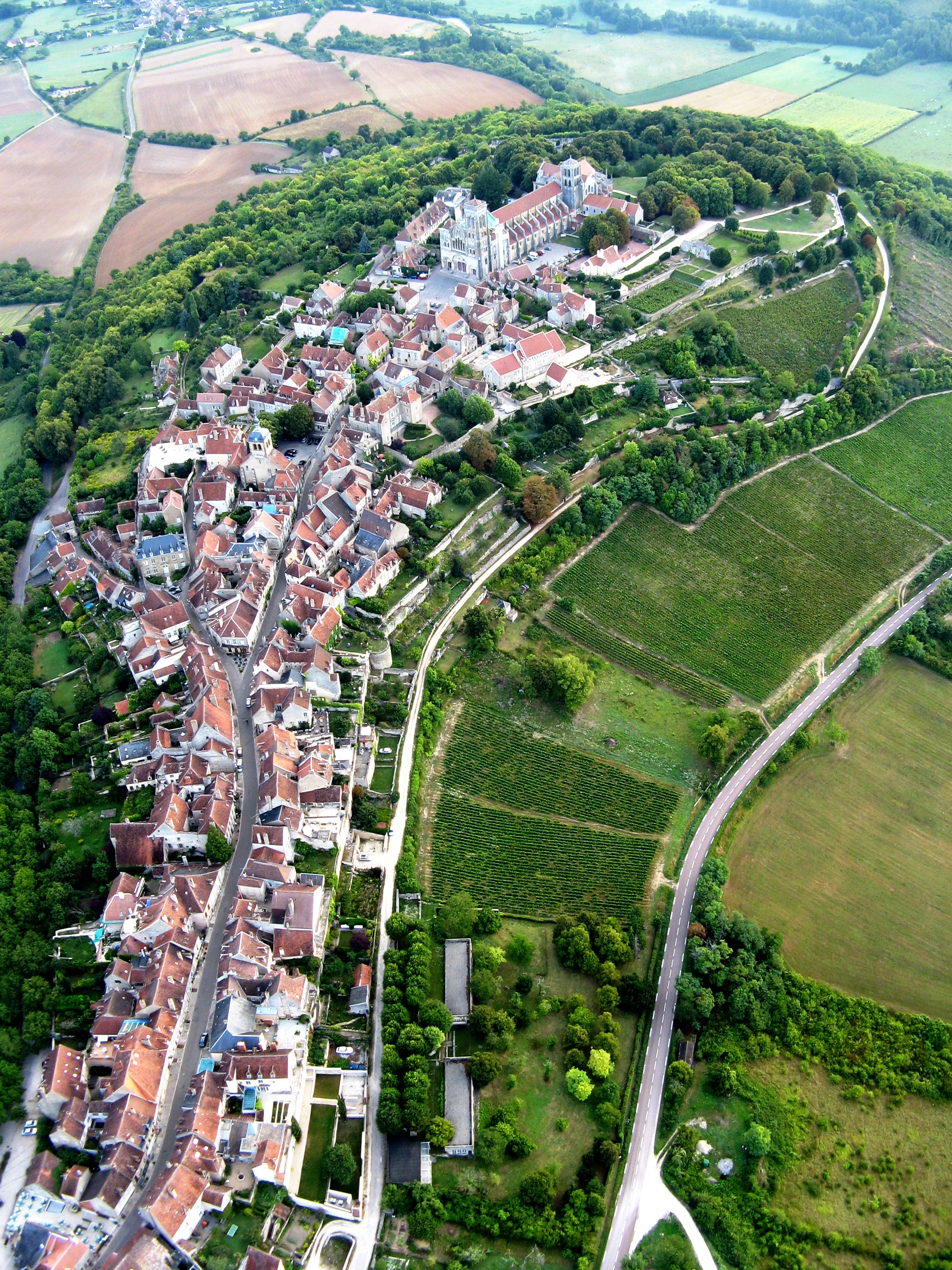
Vue aérienne de Vézelay et de la Basilique Sainte-Marie-Madeleine.

En 1196, Pierre II de Courtenay, cousin des rois de France, comte de Nevers, d'Auxerre et de Tonnerre, d'un naturel violent et prenant facilement les armes, se trouve en difficulté financière et commence à piller les terres de ses vassaux. Son beau-frère Guillaume de Brienne, dont les terres de Pacy-sur-Armançon dépendent de sa suzeraineté, refuse de se laisser faire et se rebelle alors contre lui. Avec l'aide de ses frères Gautier et Jean et à la tête d'une armée de Champenois dans laquelle se trouvaient plusieurs alliés et cousins, comme probablement Érard de Brienne, ils traversent le comté d'Auxerre jusqu'au Nivernais, parcourent les terres de Pierre de Courtenay et ravagent plusieurs villages de la vallée de la Cure, dont certains dépendent de l'abbaye de Vézelay, sous prétexte que celle-ci relève de Pierre de Courtenay. Ils assiègent ensuite Vézelay mais ne parviennent pas à prendre la place. Ils se contentent alors de brûler plusieurs villages des environs dont Précy sous Pierre-Perthuis, Foissy, Asquins, Versigny, Varigny et Blannay, contraignant Pierre à faire la paix et à renoncer à tous projets belliqueux.

#### Guerres franco-anglaises

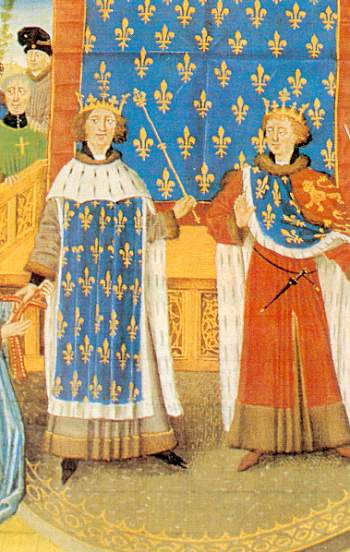
Philippe-Auguste et Richard Cœur de Lion.

Dès sa libération le 2 février 1194, le roi d'Angleterre Richard Cœur de Lion reprend les hostilités avec le roi de France Philippe-Auguste, qui aboutissent à un premier traité en janvier 1196. Cependant, le conflit reprend dès 1197 lorsque Richard envahit le Vexin. Si le comte de Champagne Thibaut III semble être resté fidèle au roi français, son cousin le comte de Blois Louis ainsi que plusieurs seigneurs champenois, dont le comte de Brienne, prennent le parti du monarque anglais. Louis de Blois doit se soumettre face à Philippe-Auguste au château de Vernon le 1er septembre 1198, mais les Français sont battus le 28 septembre 1198 par les armées de Richard dont font partie les troupes champenoises menées par Gautier. Une nouvelle trêve a ensuite lieu en novembre 1198, puis la mort de Richard Cœur de Lion le 6 avril 1199 semble marquer la fin de la participation de Gautier et des autres Champenois à ce conflit.

#### Tournoi et croisade

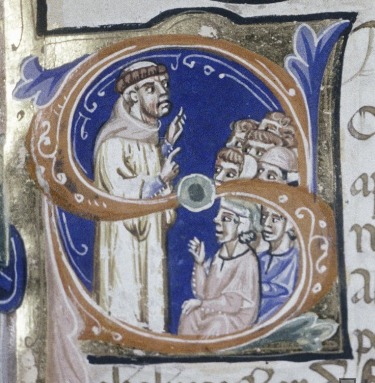
Foulques de Neuilly, prédicateur de la quatrième croisade lors du tournoi d'Écry. Lettrine d'un manuscrit de La Conquête de Constantinople de Geoffroi de Villehardouin, vers 1330, Bibliothèque bodléienne, Laud Misc. 587, f.1.

Après l'échec de la troisième croisade, le pape Innocent III appelle à une nouvelle croisade le 15 août 1198, quelques mois après son élection, alors que l'Europe est réticente à engager une autre campagne militaire en Terre Sainte. À cet effet, il charge le prédicateur Foulques de Neuilly, célèbre par sa piété et son éloquence, de prêcher la quatrième Croisade. Ce dernier profite du tournoi d'Écry, organisé le 15 novembre 1199 par le comte de Champagne Thibaut III, pour prêcher la croisade devant une grande partie de la noblesse champenoise. Foulques de Neuilly y fait preuve de tant d'éloquence et de conviction que Gautier décide de prendre la croix et de partir pour Jérusalem, tout comme le comte de Champagne et de nombreux autres seigneurs champenois. Toutefois, les préparatifs pour une telle expédition sont longs et Gautier n'aura pas l'occasion d'y participer ni de réaliser le voyage en Terre Sainte.

#### Mariage
Guillaume II de Sicile, dernier roi normand de Sicile de la dynastie de Hauteville, meurt en 1189 et est remplacé par son cousin Tancrède, comte de Lecce. Mais Tancrède meurt à son tour en 1194 et la Sicile est alors conquise par Henri Hohenstaufen, empereur du Saint-Empire germanique. Guillaume III, fils et héritier de Guillaume II, est alors arrêté et torturé par les agents de l'empereur avant d'avoir les deux yeux crevés et d'être castré puis de mourir peu de temps après. Mais l'empereur décède en 1197 et son héritier et fils unique, Frédéric II, âgé de seulement trois ans, est alors placé sous la protection du pape.

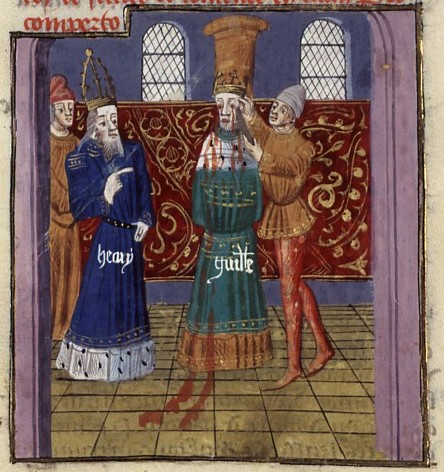
Supplice de Guillaume III de Sicile, manuscrit Des Cas des nobles hommes et femmes de Boccace, vers 1450, Bibliothèque nationale de France, Fr.230.

Toutefois, Sibylle d'Acerra, la veuve de Tancrède, que l'empereur germanique avait fait emprisonner, parvient à s'échapper de Sicile et va accompagnée de sa fille Elvire plaider sa cause à Rome devant le pape, qui lui conseille d'aller chercher de l'aide auprès du roi de France. Les deux femmes sont alors reçues par le roi Philippe-Auguste qui convoque une grande assemblée à Melun lors de laquelle il évoque son souhait d'offrir son soutien à celui qui voudra aider les deux femmes et choisit Gautier de Brienne pour cette mission, car il est vaillant chevalier et prou et de grand cuer, et bien apparenté. Après de longues hésitations, notamment à cause de sa promesse de croisade, Gautier finit par épouser Elvire avant mars 1200 à Melun devant le roi et sa cour.
Peu de temps après son mariage, Gautier part alors à Rome avec sa femme et sa belle-mère afin de rencontrer le pape pour lui réclamer la principauté de Tarente et le comté de Lecce qu'Henri VI avait promis à Guillaume III pour prix de sa renonciation à la couronne de Sicile. Ils arrivent à la fin mai 1200 et sont reçus par le pape Innocent III qui les investit alors de Tarente et de Lecce, tout en leur conseillant de rester fidèle à Frédéric II, dont il est le tuteur, afin que Gautier ne devienne pas un rival. À cette occasion, le pape rédige pour Gautier de Brienne une lettre de recommandation adressée à Gautier de Palear, évêque de Troia et chancelier de Sicile. À la suite de cette entrevue, Gautier retourne en Champagne, tandis que Sibylle et Elvire restent à Rome afin de trouver des alliés et de nouer des alliances.

### Conquête du royaume de Sicile

#### Rébellion dans le sud de l'Italie

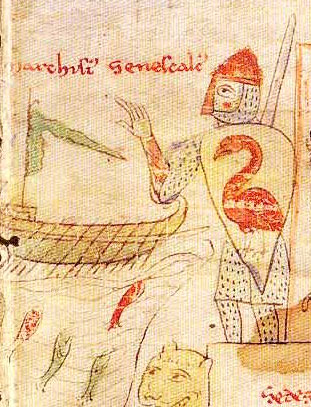
Markward d'Anweiler, miniature du Liber ad honorem Augusti, 1196, bibliothèque de Berne.

À l'aube du XIIIe siècle, le royaume de Sicile est ainsi la proie d'une véritable guerre civile entre Normands et Allemands alors que l'autorité du pape y diminue progressivement. L'annonce d'un retour de la maison normande de Hauteville en Sicile avec la protection du pape entraîne plusieurs mécontentements dans ce royaume déjà en proie à de terribles conflits entre la noblesse normande locale et les seigneurs allemands arrivés avec l'empereur Henri VI. Si la réaction de Robert de Biccari, nommé comte de Lecce par l'empereur, est inconnue face à la venue d'un seigneur auquel on a attribué ses terres, l'évêque de Troia, Gautier de Palear, chancelier de Sicile, adversaire du pape et partisan des Hohenstaufen, voit dans l'arrivée de Gautier de Brienne celle d'un rival pour le jeune Frédéric II.
Gautier de Palear s'allie alors avec Markward d'Anweiler, régent du royaume de Sicile pendant la minorité de Frédéric II, et à des groupes musulmans établis en Sicile, ce qui entraîne son excommunication par le pape, ainsi qu'à d'autres seigneurs de guerre allemands comme Diépold d'Acerra et Guillaume de Capparone.

#### Levée de fonds et d'une armée en Champagne
De retour en Champagne vers le milieu de l'été 1200, Gautier doit faire face à des difficultés pour recruter des partisans parmi sa famille et ses alliés champenois, ou même pour leur emprunter de l'argent, ceux-ci ayant massivement rejoint la quatrième croisade, tout comme Gautier lui-même lors du tournoi d'Écry,. Gautier s'efforce alors de lever des fonds en vue d'engager une armée afin de pouvoir conquérir par la force si nécessaire les territoires de son épouse. Ainsi, en mars 1201, son frère Jean de Brienne cède le village d'Herbisse au comte de Champagne Thibaut III contre ce qu'il possède à Mâcon, Onjon, Luyères, Avant, Longsols, deux serfs plus une soulte de 780 livres, qu'il prête aussitôt à Gautier. Puis en avril 1201, il vend à l'abbaye Saint-Loup de Troyes les droits de garde, de gîte et de justice qu'il possède dans le village de Molins pour 100 livres de Provins. De même, toujours en avril 1201, à Sézanne, il engage toute sa terre à Thibaut III de Champagne pour 700 livres.

#### Retour en Italie

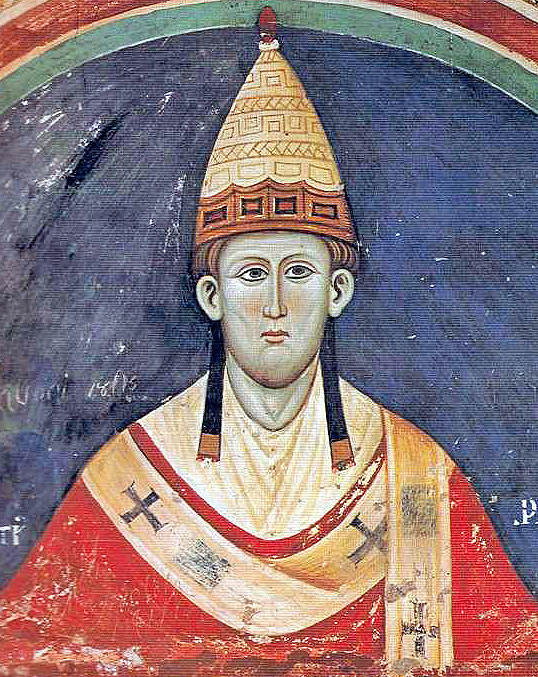
Le pape Innocent III, fresque du sanctuaire du Sacro Speco, XIIIe siècle, Subiaco (Italie).

Gautier repart en direction de l'Italie probablement pendant les premières semaines d'avril 1201 où il croise Geoffroi de Villehardouin au Mont-Cenis alors que celui-ci revenait de Venise après avoir traité avec le doge le transport des troupes de la quatrième croisade vers l'Égypte. Son armée est alors composée d'environ soixante chevaliers et quarante sergents à cheval et Geoffroi de Villehardouin nomme parmi ses compagnons Robert de Joinville, Eustache de Conflans et Gautier de Montbéliard ainsi que grant partie de la bonne gens de Champagne qui croisié estoient, comme son frère Jean de Brienne. À l'occasion de cette rencontre, Gautier et ses compagnons confirment à Geoffroi de Villehardouin qu'ils rejoindront la croisade une fois leur entreprise achevée.
Deux ou trois semaines plus tard, Gautier et sa troupe pénètrent dans Rome, mais le nombre de guerriers champenois désappointe le pape Innocent III qui attendait une armée autrement grande afin de pouvoir restaurer son autorité sur le royaume de Sicile. Il octroie alors à Gautier 500 onces d'or afin de recruter davantage de combattants,.

#### Début de la conquête

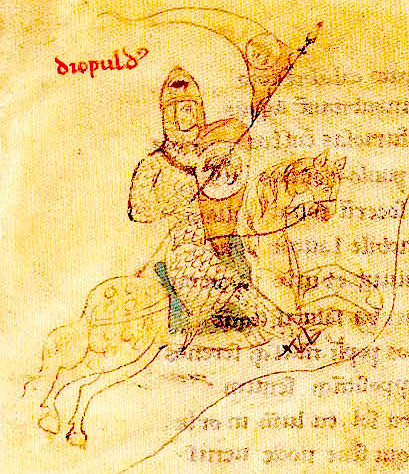
Diépold, comte d'Acerra, miniature du Liber ad honorem Augusti.

Gautier et son armée quittent Rome vers la fin du mois de mai 1201 et empruntent l'ancienne voie latine en direction du sud où ils rencontrent l'abbé Roffredo dell'Isola qui leur fait visiter l'abbaye du Mont-Cassin afin de se recueillir sur la tombe de Saint Benoît. Puis ils passent par Teano où les habitants livrent la ville sans combattre. Ils arrivent ensuite dans la plaine située devant la ville de Capoue en Campanie le 10 juin 1201 où ils affrontent le comte Diépold d'Acerra. Malgré son infériorité numérique, Gautier remporte la bataille grâce à sa cavalerie qui jette la confusion parmi les rangs allemands et peut ainsi entrer et conquérir la ville, obligeant le comte d'Acerra à prendre la fuite. Les habitants de Capoue arborent alors la bannière du pape et accueillent Gautier dans la ville. Le comte de Brienne se montre généreux en leur laissant une part du butin abandonné par Diépold puis envoie les prisonniers à Tenao. Cette victoire inattendue permet de décider plusieurs seigneurs locaux hostiles aux Allemands, mais jusque là réservés sur son compte, de prendre parti en sa faveur, dont Pierre de Celano, beau-frère du chancelier Gautier de Palear et ancien partisan d'Henri VI.
Mais les nouveaux alliés de Gautier, l'abbé Roffredo et Pierre de Celano, appuyés par le légat du pape qui souhaite consolider les frontières des états pontificaux, le détournent de son but et le contraignent à aller d'abord délivrer leurs fiefs dans la terre de Labour et dans le comté de Molise, faisait ainsi perdre à Gautier plusieurs semaines à batailler dans les montagnes et à conquérir une par une de petites cités sans importance.

#### Poursuite de la conquête
Libre de songer enfin à ses objectifs, Gautier se dirige de nouveau vers le sud de la péninsule, dont il fait rapidement la conquête. Les villes de Melfi, Barletta, Montepeloso, Brindes et Otrante lui ouvrent leurs portes sans opposer de résistance. Lecce se rend à la première sommation même s'il doit batailler pour prendre la citadelle. Seules les villes de Tarente et de Monopoli tentent de résister, mais en vain. Gautier peut ainsi asseoir son autorité sur la terre d'Otrante tout en y restaurant celle du pape, guidé en cela par les avis d'un noble local, Gauillaume Prato, que son épouse avait placé auprès de lui en tant que conseiller. C'est probablement à cette période que son épouse Elvire de Lecce le rejoint et tente de restaurer dans sa capitale le faste de la cour que tenaient ses aïeux dans leur palais de Palerme.
Le chancelier Gautier de Palear choisit ce moment pour revenir sur le continent, laissant ainsi l'enfant Frédéric II sous la garde de Markward d'Anweiler à Palerme, afin de remobiliser et remotiver les troupes de Diépold d'Acerra. Mais manquant de fonds pour lever une nouvelle armée, il dépouille les églises de leurs trésors et use de violence pour extorquer l'argent de la population, profitant de l'occasion pour utiliser une partie de ces richesses à des fins personnelles.
Face à cette nouvelle menace, Gautier remonte ses troupes vers le nord, espérant en vain la venue de renforts depuis Rome. Devant la petitesse de son armée, la ville de Barletta lui ferme les portes malgré le récent renouvellement de son allégeance au pape, car davantage effrayée par la taille de la nouvelle armée de Diépold. Les deux camps s'affrontent le 1er octobre 1201 près de Barletta sur le champ de bataille de Cannes. Les deux armées s'entrechoquent quatre fois avant que les Allemands ne rompent les rangs malgré leur supériorité numérique. Diépold prend la fuite et se réfugie dans son château de Sant Agata tandis que Gautier de Palear et son frère Gentile de Manoppello trouvent refuge à Salpi. Mais le comte de Brienne parvient à faire de nombreux prisonniers, dont deux frères de Diépold, Silfroy d'Alife et Othon de Laviano, le beau-frère du chancelier, Pierre de Venere, ainsi qu'un membre de la famille de Celano.

#### Consolidation du pouvoir

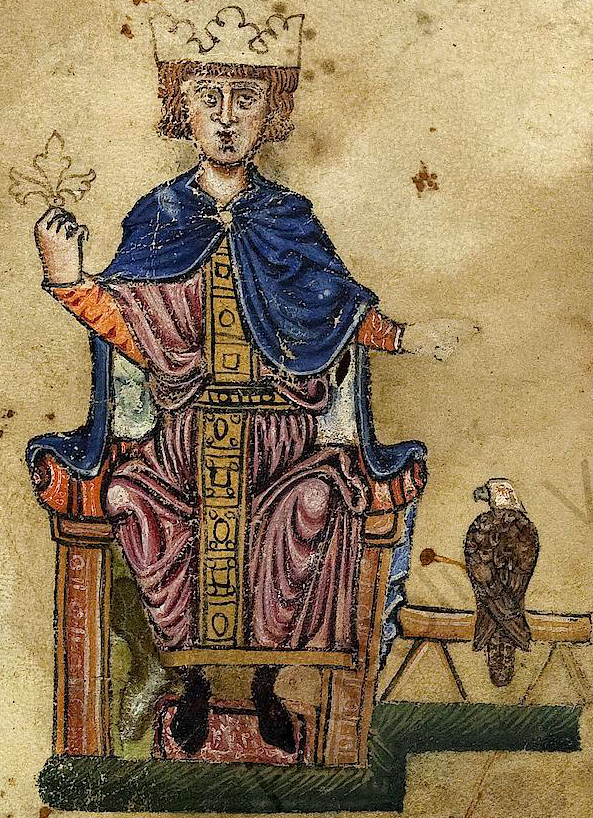
Frédéric II (empereur du Saint-Empire) et son faucon dans son livre De arte venandi cum avibus, Bibliothèque apostolique vaticane.

Après cette deuxième grande victoire de Gautier de Brienne, les Allemands évitent de le combattre frontalement et préfèrent rester dans leurs châteaux, mais demeurent toutefois une menace pour son autorité dont il doit se débarrasser. Il commence alors une guerre de siège, très lente et frustrante alors que ses premiers succès ont été très rapides. C'est probablement vers le milieu de l'année 1202 que le quittent ses compagnons d'armes Eustache de Conflans et Gautier de Montbéliard, afin de pouvoir réaliser leur vœu de se joindre à la quatrième croisade.
Afin de combler en partie ces départs, le pape Innocent III lui envoie son propre cousin, le maréchal Jacques de Segni, ainsi que quelques troupes tout en le pressant de continuer sa conquête sur l'île de Sicile qui est toujours sous la coupe de Markward d'Anweiler. Ce dernier tente alors de faire des promesses au pape et d'acheter l'éloignement du comte de Brienne, mais ces propositions sont toutes refusées. Le pape envoie même l'abbé du Mont-Cassin Roffredo sur l'île afin de préparer la population locale à la venue du comte de Brienne et autorise Gautier à engager les revenus des Pouilles et de la terre de Labour ou à emprunter à un taux usuraire la somme de 3 000 onces d'or sous la garantie du Saint-Siège. Mais Gautier rechigne à obtempérer, trouvant ses forces encore trop faibles pour cette entreprise et préférant consolider son pouvoir dans la péninsule. Il doutait aussi probablement de la confiance à accorder à ses alliés italiens, ce qui l'aurait obligé à laisser derrière lui une partie des chevaliers champenois qu'il conservait à ses côtés, afin d'assurer ses arrières.
Mais en septembre 1202, Markward d'Anweiler, gardien du jeune Frédéric II et régent du royaume, meurt, ce qui permet au pape d'espérer tirer profit de cette situation, mais un autre seigneur de guerre allemand, Guillaume de Capparone, prend Palerme et s'attribue les titres et fonctions de Markward.
Vers le printemps 1203, voyant l'autorité de Gautier bien installée, son frère Jean de Brienne le quitte à son tour afin de rejoindre la quatrième croisade.

#### Seconde révolte
Alors que Gautier et Jacques de Segni sont à Anagni auprès du pape Innocent III, celui-ci tombe gravement malade et aussitôt ses ennemis font courir la rumeur de sa mort, provoquant ainsi plusieurs insurrections en faveur des mercenaires allemands alors qu'ils étaient considérés comme des oppresseurs auparavant. Matera, Brindes, Otrante ainsi que d'autres villes chassent ou massacrent les garnisons pontificales tandis que Barletta oblige le gouverneur de sa citadelle à se rendre. Une fois le pape rétabli, Gautier et le maréchal de Segni reprennent une par une les villes perdues jusqu'à retrouver l'ensemble des territoires possédés avant la révolte tandis que le maréchal de Segni échappe de peu à un attentat contre sa personne ce qui entraîne de graves représailles contre les rebelles.
À la fin de l'année 1204, la rébellion est presque réprimée et les Allemands menés par Diépold d'Acerra tentent un ultime sursaut en attaquant les troupes de Gautier dans la province de Salerne. Gautier réussit à repousser la contre-attaque allemande, même s'il perd un œil à la suite d'une blessure causée par une flèche, et doit se réfugier dans la cité fortifiée de Terracine. Le siège est finalement brisé par l'arrivée des comtes de Chieti et de Tricarico, récemment congédiés par Gautier suite ses récentes victoires, mais de retour après l'annonce du danger encouru.
Diépold se voit contraint de prendre la fuite mais est poursuivi et de nouveau vaincu à Salerne avant de trouver refuge dans son château de Sarno, réputé inexpugnable. Gautier et ses troupes viennent aussitôt en faire le siège mais ne peuvent espérer la victoire que par la famine des assiégés. Le 11 juin 1205 au point du jour, Diépold fait une sortie tout en discrétion alors qu'il fait encore nuit et arrive dans le camp français qu'il attaque par surprise. Réveillé par le tumulte, Gautier tente de mettre son armure afin de pouvoir combattre mais sa tente, dont les cordes sont coupées, s'abat sur lui. Gautier se débat mais accablé de blessures et épuisé par la perte d'une grande quantité de sang, il est fait prisonnier par ses ennemis tandis que la plupart de ses compagnons sont massacrés, dont Robert de Joinville, ou emprisonnés.
Certaines chroniques contemporaines mentionnent que Gautier aurait failli par excès de confiance en négligeant ses défenses, alors que la chronique de Fossanova affirme qu'un lieutenant de Gautier l'aurait trahi et se serait laissé acheter par Diépold pour le laisser pénétrer dans le camp français. Compte-tenu des nombreux succès passés de Gautier, la première version pourrait paraître peu vraisemblable alors que la seconde hypothèse était une technique courante à cette époque pour briser un siège.

#### Captivité et fin de vie

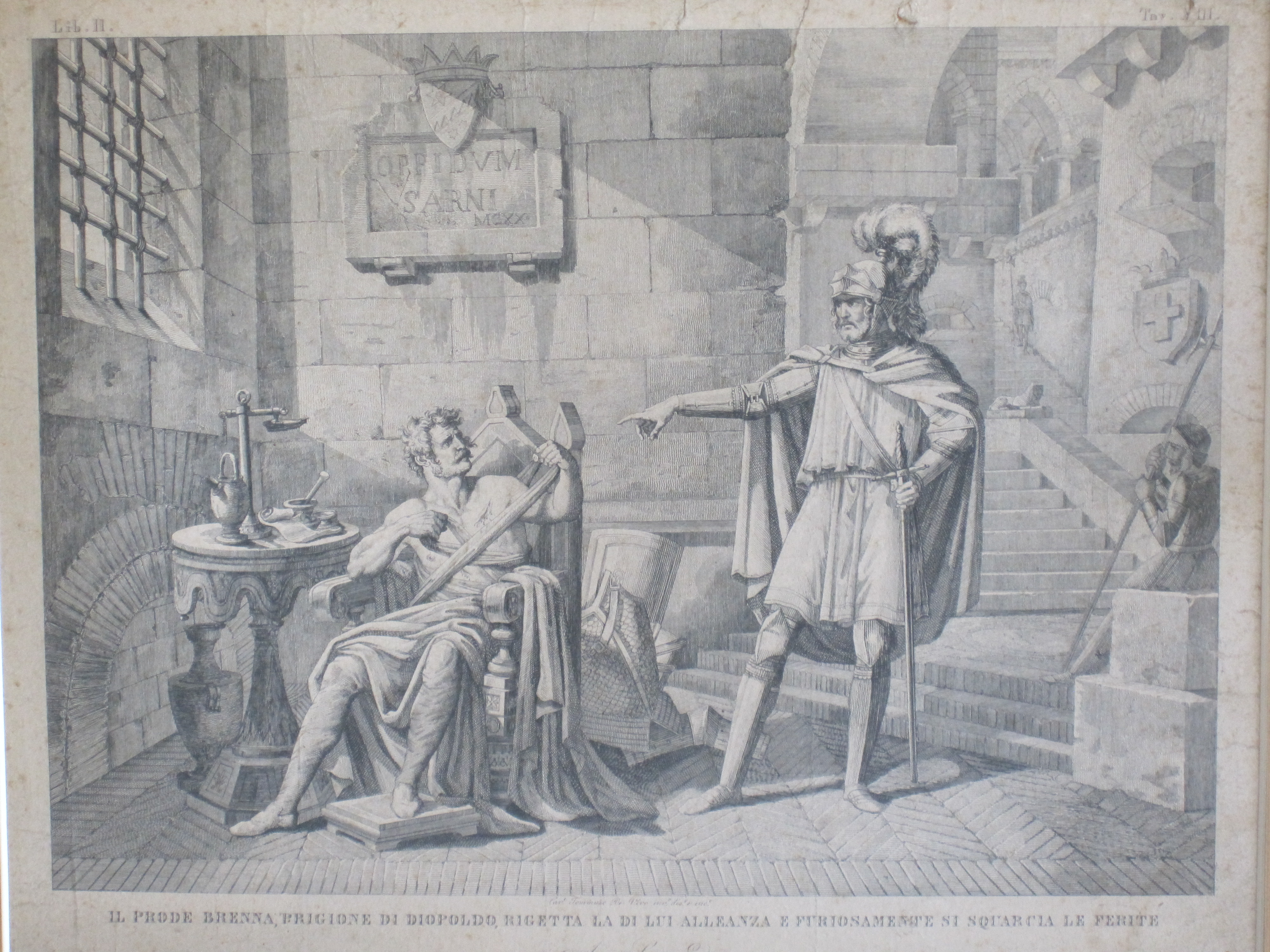
Gravure de Tommaso De Vivo (XIXe siècle) représentant Gautier, à gauche, qui arrache les bandages de ses blessures plutôt que d'accepter les propositions de Diépold.

Après sa victoire, Diépold d'Acerra emmène Gautier en captivité dans son château de Sarno où il le fait soigner par les meilleurs mires de Palerme et le traite avec tous les égards dus à son rang. Toutefois, cette générosité n'était probablement pas désintéressée, craignant sans doute que le pape ne lui envoie par la suite un nouvel antagoniste plus riche et plus puissant.
Quelques jours plus tard, Diépold fait une proposition de paix à Gautier dans laquelle le comte de Brienne lui laisserait la tranquille possession d'Acerra et de Salerne, allant jusqu'à lui proposer son soutien pour mettre sur sa tête la couronne de Frédéric II. Indigné par une telle proposition, Gautier refuse catégoriquement, provoquant la colère de son vainqueur qui lui lance au visage un petit couteau avec lequel il jouait durant leur entretien. Épuisé par ses récentes blessures, Gautier n'a pas le force de se venger et, plutôt que de subir pareil affront, préfère arracher ses bandages avant de refuser inflexiblement de nouveaux soins, sinon ceux de la religion. Son état empire alors rapidement et il meurt peu de temps après.
Diépold fait inhumer le corps du comte de Brienne dans le chœur de l'église Santa Maria della Foce à Sarno, où une simple pierre portant l'indication Hic jacet Gualterius a Breno, comes, baro. marque son emplacement. Sa tombe sera profanée cinq siècles plus tard lors de travaux de rénovation de l'église par un moine qui vendra ses éperons d'argent, transformera son casque en casserole et son épée en tourne-broche.
Gautier laisse derrière lui un fils, né posthume, Gautier IV de Brienne, qui lui succédera en tant que comte de Brienne, tandis que sa femme se mariera en secondes noces peu de temps après son accouchement. Durant la minorité de son fils c'est son frère puîné, Jean de Brienne, qui portera le titre de comte de Brienne.

## Politique et administration

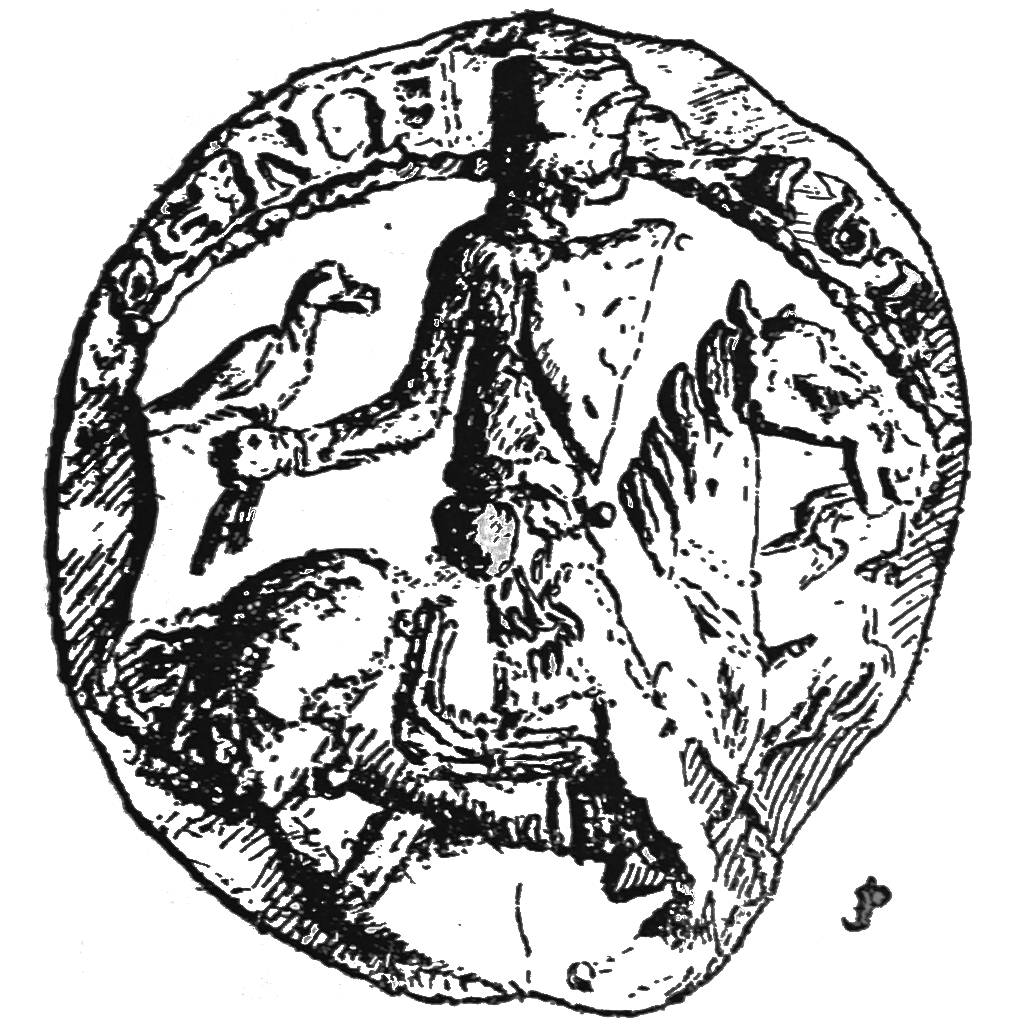
Sceau de Gautier III, comte de Brienne.

### Rapports avec le clergé
Comme son règne fut court et sa présence en Champagne plus courte encore, Gautier n'a guère eu l'occasion de se distinguer par sa générosité envers le clergé, même s'il est l'auteur de plusieurs libéralités. Ainsi, en 1199 ou au début de 1200, il fait don d'un bien qu'il possède à Radonvilliers pour l'abbaye de Molesme et l'autorise à acquérir les propriétés que son sergent Raoul de l’Étape possède en ce lieu. À la même période, il fait également des dons à la maison des pauvres située près du village du Chêne, ainsi qu'à la chapelle de Brévonnes, fondée auparavant par son père, qu'il donnera par la suite à l'Hôtel-Dieu du Chêne.
L'année suivante, il autorise les moines de l'abbaye de Larrivour à construire chaque année dans les bois de son comté où ils ont droit d'usage, une loge longue de trente toises et large de vingt pour abriter leurs pâtres et leurs porcs.
Puis, avant de partir guerroyer en Italie, Gautier souhaite partir sans querelle avec le clergé et donne à l'abbaye Saint-Loup de Troyes sa propriété de Molins en réparation des torts dont lui et ses ancêtres s'étaient rendus coupables,.

### Rapports avec le comte de Champagne
Gautier fait partie des principaux vassaux des comtes de Champagne ; lui et ses frères sont des proches du comte Thibaut III de Champagne et apparaissent comme témoins dans plusieurs actes, notamment Guillaume qui est une des cautions de ce comte lorsqu'il prête hommage au roi Philippe-Auguste à Melun en avril 1198 et en la mémoire de qui le comte donne à l'abbaye Saint-Michel de Tonnerre une rente pour le repos de l'âme de son ami défunt à la mort de celui-ci.
Lorsque Gautier entreprend la conquête de la partie continentale du royaume de Sicile, Thibaut est son principal partenaire dans sa recherche de fonds. Ainsi en février 1200, Gautier échange avec le comte de Champagne les mouvances de Trannes, Jessains, Onjon et Pel-et-Der contre celle de Villeloup, que Thibaut l'autorise à vendre. Puis en mars 1201, Jean de Brienne échange le village d'Herbisse avec Thibaut contre ce qu'il possède à Mâcon, Onjon, Luyères, Avant, Longsols, deux serfs plus une soulte de 780 livres, qu'il prête aussitôt à Gautier. Enfin, en avril 1201, Gautier engage toute sa terre pour 700 livres à Thibaut.

### Rapports avec le roi de France
Bien que Gautier ait très probablement combattu aux côtés du roi d'Angleterre Richard Cœur de Lion contre le roi Philippe-Auguste pendant le conflit entre Capétiens et Plantagenêt, il a dû se faire remarquer pour sa bravoure par le monarque français, ce qui explique sa décision de choisir Gautier comme époux pour Elvire de Lecce lorsque la mère de celle-ci lui demande de l'aide pour récupérer ses terres en Italie, même s'il n'est pas impossible qu'il ait voulu éloigner un seigneur un peu trop turbulent.
De même, pendant le tournoi d'Écry lors duquel Gautier décide de prendre la croix, il est possible qu'il fasse ce choix pour obtenir la protection accordée par le pape envers tous les Croisés, afin d'éviter d'éventuelles représailles du roi Philippe-Auguste pour avoir combattu aux côtés de son rival Richard Cœur de Lion.
Néanmoins, le roi aurait apporté son aide à Gautier et Elvire. Des chroniqueurs contemporains parlent d'une somme 20 000 livres parisis accordée par le roi, mais celle-ci semble avoir été exagérée par des chroniqueurs tous acquis à la cause du roi, sinon la troupe de Gautier lors de son voyage en Italie l'année suivante aurait été considérablement plus importante. De plus, il paraît étonnant que Philippe-Auguste donne une telle somme pour combattre les régents de Frédéric II avec lesquels il était allié.
À noter que quelques années plus tard, lorsque le conseil des barons de Jérusalem cherche un nouveau roi et qu'il demande conseil à Philippe-Auguste, celui-ci fera presque le même choix en désignant le propre frère de Gautier, Jean de Brienne.

### Rapports avec le pape
Un chroniqueur légèrement postérieur aux événements laisse entendre que Gautier aurait été choisi par le pape Innocent III lui-même pour épouser Elvire de Lecce et libérer le royaume de Sicile, mais il est peu probable que le pape ait pu avoir connaissance des capacités de Gautier pour mener à bien cette mission. Il est donc plus logique que ce choix ait été posé par Philippe-Auguste et que le pape ait donné son aval, car Gautier était suffisamment capable pour réussir, mais pas assez puissant et riche pour devenir un rival du jeune Frédéric II dont le pape était le tuteur.
Innocent III a donc dû appuyer Gautier pour rétablir l'autorité pontificale sur le royaume de Sicile tout en s'acharnant à convaincre Frédéric II que ses actions, ainsi que celles du comte de Brienne, étaient dans son intérêt et que les généraux allemands l'entourant œuvraient pour leurs propres intérêts. Le pape donne ainsi à Gautier 500 onces d'or afin de recruter davantage de soldats et lui envoie par la suite des troupes supplémentaires menées par son propre cousin, le maréchal Jacques de Segni.
Toutefois, la mort de Gautier en 1205 ne fut pas un coup d'arrêt pour le pape, bien au contraire. Le comte de Brienne avait réussi à rétablir son autorité en Italie du sud et le trône de son pupille Frédéric II était maintenant assuré avec la mort de Markward et l'état de faiblesse dans laquelle se trouvaient maintenant Diépold et Gautier de Palear, avec qui le pape allait bientôt pouvoir faire la paix. La puissance et le prestige grandissant de Gautier aurait pu faire de l'ombre à Frédéric II et éventuellement lui permettre de revendiquer pour lui-même le royaume de Sicile.
Le statut de Gautier pendant cette conquête italienne reste assez flou, mais il n'est pas impossible qu'il soit comparable à celui de croisé, respectant ainsi son vœu fait lors du tournoi d'Écry en novembre 1199, car combattant à la demande et pour les intérêts de la papauté.

## Famille

### Mariage et enfants

Blason de la Maison de Hauteville.

Fin 1199 ou début 1200, Gautier III épouse Elvire de Lecce, fille de Tancrède de Lecce, comte de Lecce et roi de Sicile, et de Sibylle d'Acerra, dont il a un enfant unique :
- Gautier IV de Brienne, né posthume, qui succède à son père.

Certains historiens lui prêtent également une fille aînée prénommée Marguerite de Brienne, qui aurait épousé Balian de Grenier, comte de Sidon, mais celui-ci aurait plutôt épousé une fille d'Arnoul de Reynel, seigneur de Pierrefite, et d'Ida de Brienne, sœur de Gautier III de Brienne.
Devenue veuve en 1205, Elvire de Lecce épouse rapidement en secondes noces Giacomo di Sanseverino, comte de Tricario, même si ce dernier préfère attendre qu'Elvire ait mis au monde l'enfant de Gautier, et dont elle aura deux autres enfants : Simon di Sanseverino et Adalita di Sanseverino. De nouveau veuve, elle épouse en troisièmes noces Guido Guerra, comte de Tigrino. Veuve pour la troisième fois, elle revient vivre à Lecce et y meurt peu après 1216.